# Loeselia ciliata
Loeselia ciliata är en blågullsväxtart. Loeselia ciliata ingår i släktet Loeselia och familjen blågullsväxter.

## Underarter
Arten delas in i följande underarter:
- L. c. ciliata
- L. c. echinophylla